# Jean Aubin
Jean Aubin, né le 15 août 1901 à Saint-Étienne-le-Laus et mort le 6 janvier 1994 à Gap, est un homme politique français.

## Détail des fonctions et des mandats
Mandat parlementaire
- 17 juin 1951 - 1er décembre 1955 : Député des Hautes-Alpes (groupe MRP)
- 25 octobre 1968 - 1er octobre 1971 : Sénateur des Hautes-Alpes (groupe Union centriste), en remplacement de Ludovic Tron, décédé en cours de mandat ; Membre de la commission des affaires culturelles.

Mandat local
- Maire de Saint-Étienne-le-Laus (1929-1983)
- Conseiller général du Canton de La Bâtie-Neuve (1945-1985)